# Chùa Lôi Âm
Chùa Lôi Âm là một ngôi chùa cổ nổi tiếng ở Quảng Ninh với phong cảnh rất đẹp và nổi tiếng linh thiêng.

## Tên gọi
Tên chữ của chùa là: "Linh Thứu Kỳ Sơn Lôi Âm tự" (靈鷲奇山雷音寺) tạm hiểu là "chùa Lôi Âm trên núi Linh Thứu". Theo truyền thuyết vẫn được lưu truyền tại chùa, tên chùa được giải thích như sau:
| “ | Mảnh đất này xưa kia là một mảnh đất linh thiêng. Nhiều cụ bô lão trong vùng còn kể lại rằng: vùng núi cao trùng điệp này xưa vốn nhiều lũ yêu ma ẩn náu và lộng hành. Chúng thường xuyên quấy nhiễu, cướp bóc và hãm hại người dân khiến cho dân chúng kinh hãi mà phải bỏ quê quán đi tha phương cầu thực. Khi những ngôi làng lân cận đã vãn người, hầu hết chỉ còn người già, phụ nữ và trẻ nhỏ yếu sức không kịp chạy, lũ yêu ma bèn bắt giữ cầm tù tất cả dân làng làm nô lệ. Năm tháng trôi qua, có một cậu bé mồ côi cha mẹ đã dần trở thành một chàng trai khôi ngô, tuấn tú. Chứng kiến cảnh yêu ma lộng hành, chàng trai bèn trốn thoát, sau nhiều năm ròng rã cuối cùng cũng gặp được đức Phật. Đức Phật ban cho chàng trai một hộp gỗ, dặn khi nào về đến quê nhà đợi đúng giữa đêm khuya khi yêu ma lộng hành hãy mở hộp ra. Như lời dặn của Đức Phật, chàng trai trở về quê nhà, tập hợp tất cả người dân trong làng đợi đúng thời khắc giữa đêm và mở hộp. Khi nắp hộp vừa mở ra, một mùi hương trầm lan tỏa khắp nơi nơi cùng với đó là tiếng tụng kinh niệm Phật vang xa văng vẳng khắp núi rừng. Lũ yêu ma kinh hãi hú hét bỏ chạy toán loạn. Từ đó, nơi đây trở nên thái bình. Cứ vào giữa đêm, mùi hương trầm và tiếng tụng kinh niệm Phật lại âm vang khắp núi rừng. Thấy vậy, nhân dân trong vùng cùng nhau lập lên một ngôi chùa thờ Phật tại đỉnh ngọn núi cao nơi chàng trai mở hộp Phật gọi là chùa Lôi Âm. Cái tên "Lôi Âm" có thể hiểu là "tiếng của Phật" cũng vì vậy. | ” |

## Lịch sử và di tích
Theo Đại Nam nhất thống chí, phần giới thiệu về chùa quán, danh thắng của tỉnh Quảng Ninh có chép rằng:
| “ | Núi Lôi Âm ở cách huyện Yên Hưng 25 dặm về phía đông. Núi có thế thanh thú chót vót, cao hơn các núi khác, trên đỉnh có chỗ vuông vắn rộng rãi phỏng 5-6 trượng, không mọc cỏ cây, tương truyền là bàn cờ tiên, tục lại gọi là "chợ trời", sườn núi có chùa gọi là chùa Lôi Âm, sau chùa có giếng, nước rất trong mát, bên tả có khe Giải oan, nước từ đỉnh núi chảy ra, quanh trước chùa rồi chảy về phía tây nam ra biển; núi có nhiều cây thông, lên cao trông ra ngoài biển, các ngọn núi đều chầu vào, cũng là một danh thắng. Năm Tự Đức thứ 3 liệt vào hàng danh sơn, chép trong điển thờ | ” |

Qua các bia đá còn sót lại tới ngày nay có thể thấy rằng chùa Lôi Âm trước đây đã từng là một danh thắng nổi tiếng ở xứ Hải Đông và được xây dựng vào thời Trần. Chùa hiện còn lưu giữ được một số bia đá ghi chép lại các lần trùng tu chùa, như tấm bia tạo dựng vào năm Vĩnh Tộ thứ 8 (1626) có ghi: Các chủ sãi, vãi ở các tổng thuộc huyện Yên Hưng, Hoành Bồ, Hoa Phong, phủ Hải Đông, đạo An Bang đóng góp công đức tu sửa 1 gian, 1 chái, nhà thượng điện, nơi thiêu hương... Trăm phúc ngàn lộc, tựa đẳng hà sa, để lại cho con cháu muôn đời.
Năm Vĩnh Thuận thứ 3 (1660), các Phật tử lại thành tâm công đức tôn tạo 11 pho tượng Phật. Tấm bia ghi lại việc trùng tu lần thứ ba không còn đọc được niên đại nhưng cho biết rõ lần trùng tu này đã tu sửa 16 pho tượng, 3 gian thượng điện, tiền đường... "khiến cho ai đến đây, thấy cảnh chùa cũng phải khen ngợi". Một số tấm bia đá khác ở chùa Vạn Triều và chùa Sùng Đức (đã thành phế tích, cùng ở trong khu vực lân cận với chùa Lôi Âm) còn sót lại tới ngày nay, đều ca ngợi chùa Lôi Âm là một danh thắng của vùng Hải Đông thời bấy giờ.
Trải qua mưa nắng, thời gian và chiến tranh chùa Lôi Âm đã bị hư hại và cho tới mấy năm gần đây đã được trùng tu lại trên nền chùa xưa. Những di vật của ngôi chùa cũ còn được giữ lại, đáng chú ý có 14 tháp mộ xây bằng đá xanh và gạch, 2 thống đá, 1 cây hương đá cao 2,48m được chạm hoa sen, hoa cúc, 5 bia đá với những hoa văn trang trí mang đậm dấu ấn mỹ thuật thời đại Lê - Mạc (thế kỷ XVII) và nhiều chân cột bằng đá. Ngoài ra, xung quanh chùa vẫn còn những cây muỗm cổ thụ đường kính thân tới hơn 1m và nhiều loại cây lớn khác.

## Cảnh quan và du lịch
Nằm bên cạnh chùa Lôi Âm, hồ Yên Lập là điểm nhấn cho cảnh quan nơi đây, như một bức tranh thủy mặc làm tôn thêm vẻ đẹp cho chùa. Xuất phát từ nhu cầu cung cấp nước tưới cho các huyện Hoành Bồ, Yên Hưng, hồ Yên Lập được hình thành từ năm 1975 và được coi là công trình thủy lợi lớn nhất của tỉnh. Trên hồ có các đảo nổi tự nhiên như đảo Bàn Tay, đảo Canh, đảo Cua, đảo Giáp Giới... cùng với những đồi thông xanh bao phủ xung quanh bờ như càng tăng thêm cảnh trí nơi đây. Trước khi vào đến chân núi để leo lên chùa, khách hành hương đi đò máy miễn phí qua hồ và ngắm nhìn cảnh quan tuyệt đẹp.
Một trong những nét riêng của chùa Lôi Âm là du khách, phật tử đến lễ chùa, mỗi người thường xách theo đôi viên gạch đỏ để công đức cho nhà chùa. Gạch thì nhà chùa đã chuẩn bị sẵn, buộc dây từng đôi một cho những người có sức, có tâm. Có lệ như vậy bởi Lôi Âm là một ngôi chùa cổ đã xuống cấp. Thời gian vừa qua, chùa được đầu tư trùng tu, xây mới lại nhiều hạng mục công trình nhưng công sức để vận chuyển nguyên vật liệu vượt đồi núi cao quả là tốn sức người. Nên cách vận động tâm, sức người hành hương lễ Phật, góp ít thành nhiều, tích tiểu thành đại là một cách làm hay. Đã là thành tâm dâng công sức cho cửa Phật, dù ít dù nhiều cũng xách một đôi gạch để thể hiện lòng thành và ý chí của bản thân. Đến nay (2016) việc vận chuyển gạch đã hoàn thành, thập phương du khách không còn cảnh mỗi người xách một xách gạch lên chùa nữa nhưng khi nói đến chùa Lôi Âm nghĩa cử đó vẫn còn nhiều người nhớ mãi.

## Lễ hội
Ngày 27 tháng giêng hàng năm là ngày giỗ tổ chùa, vào ngày ấy rất đông du khách đến làm lễ cầu an lành.
Theo Đại Nam nhất thống chí thì trước đây cứ vào dịp tháng Giêng, trai gái dạo chơi, hội chùa Lôi Âm là hội lớn của một vùng. Nay lệ xưa vẫn được duy trì, có khác chăng là ngoài đi lễ Phật, xem hội chọi gà, đánh vật, đánh cờ... du khách còn có dịp bơi thuyền trên hồ Yên Lập, ngắm cảnh, hoà mình vào non nước, mây trời để cùng chiêm nghiệm chốn cửa thiền.